# メタンハイドレート

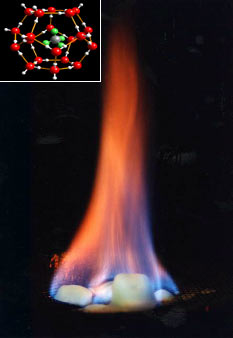
メタンと水に分離し燃えるメタンハイドレート。左上にクラスレートの構造を示す。 (University of Göttingen, GZG. Abt. Kristallographie)
出典: アメリカ地質調査所。

メタンハイドレート（英: methane hydrate）は、低温かつ高圧の条件下でメタン分子が水分子に囲まれた、網状の結晶構造をもつ包接水和物の固体。およその比重は0.9 g/cm3で、堆積物に固着して海底に大量に埋蔵されている。メタンは、石油や石炭に比べ燃焼時の二酸化炭素排出量がおよそ半分のため、地球温暖化対策としても有効な新エネルギー源であるとされる（天然ガスも参照）が、メタンハイドレートについては現時点では商業化されていない。化石燃料の一種であるため、再生可能エネルギーには含まれない。メタン水和物ともいわれる。

## 性状
見た目は氷に似ている。1 m3のメタンハイドレートを1気圧の状態で解凍すると164 m3のメタンガスと水に変わる。解凍する前のメタンはメタンハイドレートの重量の15%に過ぎず、他の85%は水である。分子式は CH4·5.75H2O と表され、密度は0.910g/cm3である。火をつけると燃えるために「燃える氷」と言われることもある。
水分子で構成される立体網状構造の間隙中にガス分子が位置して安定な固体結晶となっている氷状の物質は包接水和物、ガスハイドレート、あるいは、クラスレートと呼ばれる構造になっている。
ガスハイドレートには、ガスが失われると残された立体網状構造である「包接格子」だけでは格子構造を維持できないもの（ガスハイドレート、クラスレート）と、包接格子だけでも格子構造を維持出来るものがある。メタンハイドレートは「包接化合物」とも呼ばれるクラスレートであり、骨格となる水分子間の5-6 Å（オングストローム、1 Å = 100 pm）程度の隙間に入り込んだガスが出て行くと格子は壊れる。メタンで飽和したメタンハイドレート（structure I hydrate）は、2つの十二面体と6つの十四面体構造をなす46の水分子からなるユニットが8分子のメタンを包接している。

### 生成過程
メタンハイドレートを構成するメタンの炭素同位体比は比較的小さい値（13C が少ない）を示すデータもあり、これらのメタンは海底熱水系等において確認されている非生物起源のものではなく、堆積物中で有機物の分解によって生じる生物起源のものを主としていると考えられている。
生物生成メタン
メタンハイドレートは大陸周辺の海底に分布しており、大陸から遠く離れた海洋の深部に有意な発見はない。それら分布領域における表層堆積物の特徴は、長い運搬過程を経た粒度の小さい砕屑物や鉱物粒子、火山灰などの他に有機物や有孔虫などの生物遺骸が含まれる海底泥質堆積物である。その海底面（表層）では生物活動による土壌が作られ、土壌の上に新たな堆積物が積み重なり海水の比率が減少するとともに堆積物の続成作用が働く環境となる。堆積作用により表層から埋没後しばらくは硫酸還元菌（例えば Archaeoglobus、Desulforudis など）の活動が続き、この活動している地層を硫酸還元帯という。活動時間が長い深部になるほど炭素同位体比(12C : 13C)は大きい値を示す。硫酸塩の枯渇などにより硫酸還元菌の活動が終わると、メタン菌の活動が活発になり、メタンと炭酸水素イオンが生成される。ここでは地層深部の圧密作用を受けメタンや炭酸水素イオンを含む水が上層へ移動し、一定の条件下で水分子のかご構造にメタンが入り込みメタンハイドレートとして蓄積される。このメタン醗酵が発生する層では 13C が炭酸水素イオンに濃縮されるため、メタンの炭素同位体比は軽く（13C が少なく）なる。例えば、地球深部探査船「ちきゅう」が南海トラフ海域で採集したボーリングコア・サンプルの分析では、メタン生成菌由来であるとされている。
熱水噴出孔などでこれらのメタン産生菌の活動を垣間見ることができる。例えば Methanopyrus やMethanocaldococcus は地底で発生する水素と二酸化炭素からメタンを合成する。この他 Methanocalculus などのメタン産生菌が油田から得られている。
熱分解起源メタン
地層中深部の高温環境では、有機物が非生物的に分解する。量的には熱分解ガスの方が多いとされ、プレート境界や油田地帯では熱分解起源の天然ガスハイドレートが確認されている。上越沖では、海底下数kmに由来する熱分解起源のメタン由来のメタンハイドレートが海底表面に露出、あるいは海底下百数十mの堆積物中に密集して生成していると推定されている。海底にはメタンプルームがあり、噴出口から数10cm上昇するうちにメタンハイドレートが生成することや大規模な化学合成生物群集が確認されており、メタンプルーム探査がメタンハイドレート資源探査に有効であるとされている。
非生物起源説
メタンはマグマを原料とする火山ガスであり、もっとも単純な炭化水素である。近年、議論が活発になりつつある説。日本国内で産出するメタンを、この説において有力な鉱床となるプレート境界上にあるものとして考えることも可能である。

### 安定条件
ハイドレートの網状構造を維持するためには、環境が低温かつ高圧であることが求められる。地球上では、シベリアなどの永久凍土の地下数100-1000 mの堆積物中や海底でこの条件が満たされ、メタンハイドレートが存在できる。実際にはほとんどが海底に存在し、地上の永久凍土などにはそれほど多くない。またメタンハイドレートを含有できる深海堆積物は海底直下では低温だが、地中深くなるにつれて地温が高くなるため、海底付近でしかメタンハイドレートは存在できない。また、圧力と温度の関係から同じ地温を成す大陸斜面であれば、深くなるほどメタンハイドレートの含有層は厚くなる。これらの場所では、大量の有機物を含んだ堆積物が低温・高圧の状態におかれ結晶化している。
地表の条件では、分解して吸熱反応を起こす。この時生成される水は氷の薄膜を形成するため、メタンハイドレートは常圧下-20 °C程度でも長く保存できる自己保存性を持つ。

## 埋蔵域

1996年のアメリカ地質調査所の調査によるハイドレートの分布図
黄色の点がガスハイドレートを示す。

状況によって異なるがおおむね、大陸棚が海底へとつながる、海底斜面内の水深500-1000 m（2000mまでとする研究もある）での、地下数十から数百mに存在し、メタンガス層の上部境目に存在するとされている。通常は高圧下でありながら、凍った水分子の篭状の結晶構造に封じ込められている。

### 日本近海の埋蔵域
2008年現在、日本近海は世界有数のメタンハイドレート埋蔵量を持つとされる。本州、四国、九州といった西日本地方の南側の南海トラフに最大の推定埋蔵域を持ち、北海道周辺と新潟県沖、南西諸島沖にも存在する。また、日本海側には海底表面に純度が高く塊の状態で存在していることが独立総合研究所、石油天然ガス・金属鉱物資源機構、海洋研究開発機構などの調査よりわかっている。日本の近海には、現在の天然ガス消費量に換算して約100年間供給できるとされる、7兆立方メートルのメタンガスが埋蔵されていると推定されている。
新潟、秋田、京都など日本海沿岸の12府県による「海洋エネルギー資源開発促進日本海連合」は、「日本海側では、一部の地域における学術的な調査の実施にとどまり、開発に向けた本格的な調査・産出試験が実施されていない」として、日本海のメタンハイドレートの開発に向け、経済産業省資源エネルギー庁に予算の確保を要請している。海洋基本法に合わせて海洋政策の指針とする2018年度「海洋基本計画」では2020年代後半の民間企業主導の商業化を目指している。2024年、経済産業省は2030年までの間に民間主導の商業化プロジェクトスタートさせる計画を発表。
また2013年6月には、千島列島と北方領土の大陸棚に最大でガス87兆立方メートル相当のメタンハイドレートが埋蔵されている可能性が高いとして、ロシアの国立研究機関であるロシア科学アカデミー極東地質学研究所もロシア国営石油大手「ロスネフチ」に開発検討を提案している。
中国では青海地区で350億トンの油に相当するメタンハイドレートが見つかっており、南シナ海には680億トン相当のメタンハイドレートがあるとされており、2013年の6月から9月には、中国国土資源部が広東沿海の珠江口盆地東部の海域で初めて高純度のメタンハイドレート採掘に成功。1000億から1500億立方メートルの天然ガスに相当する資源を確認しており、2030年の商用化を目指していると発表している。

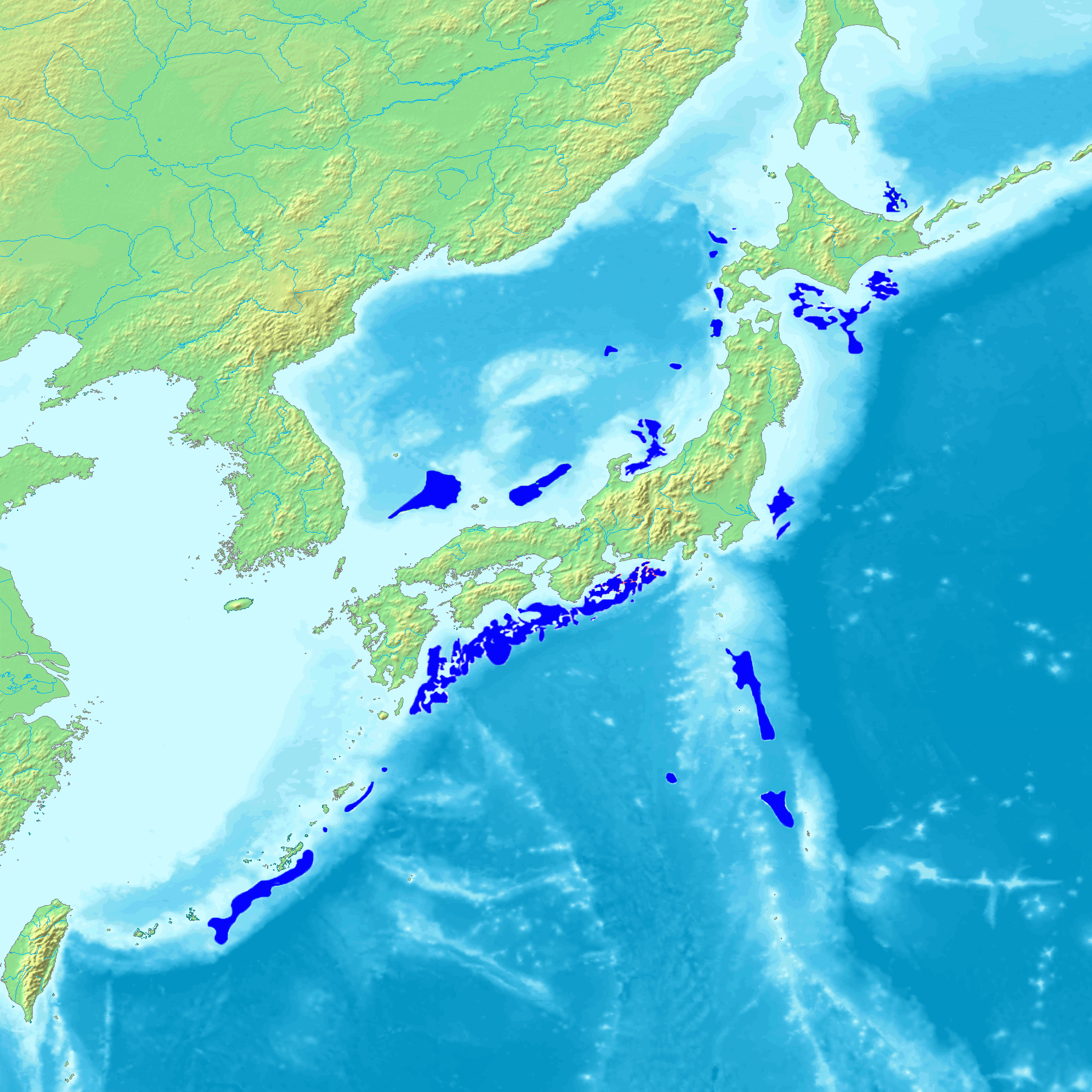
日本周辺におけるメタンハイドレート推定埋蔵域
(2009年、MH21による)

### 日本近海の埋蔵量
資源開発として期待されている東部南海トラフの資源量評価量は393.86億㎥とされている。また採取可能なメタンハイドレートは一年に使用される天然ガスの数倍から10倍ほどと見られている。

## 採取方法とその課題
日本では1990年代より太平洋でメタンハイドレートの調査や試掘を実施している。しかし、2002年にアメリカ・ドイツ・カナダ等と共同で実施したカナダ北西準州のマッケンジーデルタでの産出試験や、2014年に経産省所管の石油天然ガス・金属鉱物資源機構が2年間の準備期間を経て実施した愛知県沖での産出試験でも商業化に繋がるような方策は得ることができておらず、20年以上経過した2017年時点においても有効な採掘方法の確立には至っていない。

### 探査方法
メタンハイドレートの探索に関しては、超音波等を用いた反射法地震探査により海底疑似反射面(BSR)を捉えることが主流な手法であるが、BSR以外に上越沖のような背斜構造やプレート境界、メタンシープ・メタンプルームを手がかりにする方法も提案されている。

### メタンの回収方法
以前は採掘の際にメタンハイドレートの存在する地層の温度を上昇させ、メタンハイドレートを溶解させてメタンを回収する加熱法が検討されていたが、この方法はエネルギー効率が低いという問題があった。近年では採掘の際にメタンハイドレートの存在する地層の圧力を低下させ、メタンハイドレートを溶解させてメタンを回収する減圧法が検証・実験の対象として進められている。減圧法による採取はいくつかの成果も出始めているが、この方法にも、減圧によって周辺海底の土砂が崩壊し、回収用のパイプが目詰まりを起こす課題があった。だが、原因が特定され、対策が機能することが確認されている。加熱法、減圧法以外にもメタンハイドレートの地層で化学反応を起こしメタンを取り出す方法など様々な提案がされているが、いずれの方法にも解決しなければならない数々の問題が存在する。

### 増進回収法
国内では減圧法などと組み合わせ、生産性や回収率を向上させることで経済性を上げるため、増進回収法と呼ばれる生産を支援する技術の研究も進められている。増進回収法としては、基本的に加熱法に分類される次のような方法が研究されている。①メタンハイドレートの分解（吸熱反応）で対象層が氷点下以下になるまで減圧を行うととで地下水が凍り（発熱反応）、0℃に昇温する強減圧法、②地層内の有機物を強酸などで酸化（発熱反応）させる部分酸化法、③水と二酸化炭素（CO2）を微細混合したエマルションを用いて、CO2ハイドレートの生成（発熱反応）で10℃ほどに加温させる方法などが研究されている。

### 輸送技術として
2010年4月には三井造船が世界初の天然ガスハイドレート（NGH）陸上輸送の実証研究を完了している。これは固体のメタンハイドレートをペレット状にして輸送する方式で、LNGに比べて常温付近で製造が可能で、大気圧下－20℃で安定であるため、設備全体を簡便にすることが期待されている。

## メタンハイドレートに関する議論

### コストパフォーマンスに関して
日本近海で初期に日本政府（メタンハイドレート資源開発研究コンソーシアム）によるメタンハイドレート採取の研究が行われたのは、南海トラフであった。この海域では、海底油田の採掘方法を応用して1999年から2000年にかけて試掘が行われ、調査範囲における分布状況が判明し、総額500億円を費やしたが商業化には至っていない。これは、南海トラフなど太平洋側のメタンハイドレートは、分子レベルで深海における泥や砂の中に混溜しており、探索・採取が困難を極めているからであるとされている。
1990年代に設立されたエネルギー総合工学研究所の、太平洋側で砂層型メタンハイドレートの調査を行ったメタンハイドレート調査委員会で初代調査委員長を務めた石井吉徳は「採掘以外にもメタンハイドレートからメタンを取り出すためにもエネルギーが必要であり、最終的に1のエネルギーを使ってメタンハイドレートから得られるエネルギーは1に満たない。」と主張している。

### 地球温暖化
大気中のメタンは二酸化炭素の20倍超もの温室効果があると言われており、メタンハイドレートは放置したままでも海水温の変化や海流の影響で僅かずつメタンを乖離し、そのメタンは自然と海中から大気中に放出されてしまうため、積極的に開発し、利用して温暖化効果を抑制すべきだとする意見が存在する。このメタンによる温室効果は最終的には数千兆円もの損害を与える可能性が指摘されている。
アメリカ地質調査所等はメタンハイドレート開発によって発生するメタンのうち回収しきれずに大気中に放出されるメタンが気候変動にさらに大きな影響をもたらす可能性があることを警告しているが、前述のように開発せずに放置した場合の弊害も大きいとされる。アメリカ合衆国エネルギー省国立エネルギー研究所メタンハイドレート開発技術マネージャーのレイ・ボズウェルは特に表層型のメタンハイドレートは回収不能なメタン放出の危険性が高く、安易に開発を進めることは好ましくないとしており、これはメタンハイドレートを温度を下げずに回収する仕組みを考案することで回避可能である。なおメタンの大気中の滞留期間は12年程度、二酸化炭素は5年から200年と解析方法によって差がある。温暖化ガスに地震で放出されるメタンも考慮すべきとの論もある。
また、地球温暖化が進むと海水温がさらに上昇し、やがてこれまでは海底で安定状態にあったメタンハイドレートからメタンが乖離され大気中に放出される。するとさらに温暖化がすすみ海水温を上げ、さらに多くのメタンが吐き出される悪循環を起こすことが予測されている。2億5千万年前のP-T境界では、この現象が実際におこり、大量絶滅をより深刻なものにしたという説もある。青山千春は、氷期の海退による水圧減がメタンハイドレートの分解をもたらし、間氷期に移行するきっかけになっていることが最近の研究で明らかになっているとしており、松本良は、地球環境の変動はメタンハイドレートの安定性に大きく支配されているとした「ガスハイドレート仮説」を提唱している。

## その他
- メタンハイドレートが溶解したことにより発生するメタンプルームの湧出口付近にはカニの群集が見られる傾向がある、との報告がある[55][56]。